# بيل براون (سياسي نيوزلندي)
بيل براون (بالإنجليزية: Bill Brown)‏ هو سياسي نيوزلندي، ولد في 18 يونيو 1899 في نيوزيلندا، وتوفي في 16 أكتوبر 1967 في نيوزيلندا. انتخب عضو مجلس النواب النيوزيلندي عن دائرة Palmerston North (New Zealand electorate) ‏ (1960 – 1967).